# Vivid (Album)
Vivid (dt. Lebending; Eigenschreibweise: VIVID) ist das zehnte Studioalbum der japanischen Sängerin Crystal Kay. Das Album wurde am 27. Juni 2012 in Japan veröffentlicht und debütierte in der ersten Woche auf Platz 35 mit 3.263 verkauften Einheiten in den Oricon-Charts in Japan.

## Details zum Album
Vivid ist ihr erstes Studioalbum, seit ihrem Plattenfirmenwechsel zu Delicious Deli Records, einem Sub-Label von Universal Music Japan. Der Grund zum Plattenfirmenwechsel war, dass sie bei Sony Music Japan immer weniger CD-Verkäufe hatte. Obwohl sie, seitdem sie zwölf Jahre alt ist, dort unter Vertrag stand, entschied sie sich für Delicious Deli Records, wo sie an ihrem Studioalbum Vivid gearbeitet hat. Das Album verfügt ihre drei Singles Superman, Derishasu na Kinyoubi / Haru Arashi und Forever, welche die ersten drei Singles bei der neuen Plattenfirma sind. 14 Titel hat die reguläre CD-Version von Vivid, als Bonus bekommt man, wenn man das Album über iTunes digital kauft, zwei weitere Titel dazu. Diese Titel bestehen aus einem Forever-Remix und einer englischsprachigen Version zu Yo Yo. Die DVD besteht aus den Musikvideos, welche aus den Singles hervorgehen. Als Bonus findet man das Making of zu Forever als vierten Titel. Produziert wurde das Album von Bachlogic, Famties und Design Music, welche auch z. B. für Monrose produzierten. Crystal Kay äußerte sich auch über Facebook, dass sie ein neues Musikvideo dreht, spekuliert wurde, dass es zu einem der Lieder aus Vivid sein würde. Anschließend folgte am 11. August 2012 die Premiere zu What We Do auf MTV Japan.
Um für das Album zu werben, veröffentlichte man die Lieder Take It Outside und Memory Box schon vor dem Veröffentlichungstag, auf iTunes. Das Lied Superman wurde als Titelmelodie, für die japanische Dorama-Serie Boku to Star no 99 Nichi, verwendet. Ihr Lied Memory Box wurde später auch für den Film Judas verwendet.
Die reguläre CD-Version wurde für ¥3059 (ca. 31 €) und die limitierte CD+DVD Version für ¥3590 (ca. 37 €) angeboten, außerdem die iTunes-Version für ¥2000 (ca. 20,60 €) bzw. im internationalen Bereich für $11,99.
- Katalognummern – Reguläre CD-Version: UICV-1019[10]; Limitierte CD+DVD-Version: UICV-9020.[11]

## Titelliste

### CD
| #   | Titel                                         | Übersetzung               | Länge |
| --- | --------------------------------------------- | ------------------------- | ----- |
| 1.  | Forever                                       | Für immer                 | 4:19  |
| 2.  | Be Mine                                       | Sei meins                 | 4:07  |
| 3.  | Take It Outside                               | Bring es raus             | 3:16  |
| 4.  | Yo Yo                                         | Jo-Jo                     | 3:09  |
| 5.  | Come Back to Me                               | Komm zurück zu mir        | 3:44  |
| 6.  | What We Do                                    | Was wir tun               | 3:55  |
| 7.  | Superman                                      | Superman                  | 3:49  |
| 8.  | Memory Box                                    | Erinnerungs-Schachtel     | 4:40  |
| 9.  | Haru Arashi (ハルアラシ)                      | Frühlingssturm            | 3:52  |
| 10. | Fly High                                      | Flieg hoch                | 3:24  |
| 11. | Derishasu na Kinyoubi (デリシャスな金曜日)    | Köstlicher Freitag        | 4:08  |
| 12. | Rising Sun                                    | Aufgehende Sonne          | 3:43  |
| 13. | Haru Arashi (Kazuhiko Maeda Remix)            | Frühlingssturm            | 4:23  |
| 14. | Forever (Kazuhiko Maeda Remix)                | Für immer                 | 5:07  |
| 15. | Forever (Max K Remix) iTunes-Veröffentlichung | Für immer                 | 4:33  |
| 16. | Yo Yo (English ver.) iTunes-Veröffentlichung  | Jo-Jo (englische Version) | 3:09  |

### DVD
| #  | Titel                 | Anmerkung  |
| -- | --------------------- | ---------- |
| 1. | Forever               | Musikvideo |
| 2. | Derishasu na Kinyoubi | Musikvideo |
| 3. | Superman              | Musikvideo |
| 4. | Forever               | Making of  |

## Verkaufszahlen und Charts-Platzierungen

### Charts
| Charts                           | Positionen |
| -------------------------------- | ---------- |
| Itunes Alben Charts Japan        | 4          |
| Tägliche Oricon Album-Charts     | 24         |
| Wöchentliche Oricon Album-Charts | 35         |

### Verkäufe
| Charts              | Erste Woche | Insgesamt | Charts-Aufenthalt |
| ------------------- | ----------- | --------- | ----------------- |
| Oricon Album-Charts | 3.263       | 5.461     | Vier Wochen       |